# Yuriy Metlushenko
Yuriy Metlushenko, nacido el 4 de enero de 1976 en Jytomyr (Ucrania) es un ciclista ucraniano. Debutó como profesional en 2002 con el equipo Landbouwkrediet-Colnago.

## Palmarés
| 1997 (como amateur) - 4 etapas de la Vuelta a Túnez - Tour de Ribas 2002 - Gran Premio Costa de los Etruscos 2003 - 1 etapa de la Vuelta a Dinamarca - 1 etapa del Tour de Poitou-Charentes 2004 - Gran Premio Costa de los Etruscos - 1 etapa del Brixia Tour 2008 - Lancaster Classic - 1 etapa del Tour de Beauce 2009 - 1 etapa de la Settimana Coppi e Bartali - 1 etapa del Szlakiem Grodów Piastowskich - 1 etapa de la Vuelta al Lago Qinghai - 1 etapa del Tour de Hainan | 2010 - 2 etapas de la Vuelta al Lago Qinghai - 1 etapa del Tour de Hainan 2011 - 1 etapa de la Vuelta al Lago Qinghai 2012 - 1 etapa del Tour de Azerbaiyán - Tour de Tracia, más 3 etapas - 1 etapa del Baltic Chain Tour - 1 etapa del Tour del Lago Taihu 2013 - Tour del Lago Taihu, más 5 etapas |

## Resultados en Grandes Vueltas y Campeonato del Mundo
Durante su carrera deportiva ha conseguido los siguientes puestos en las Grandes Vueltas y en los Campeonatos del Mundo en carretera:
| Carrera         | 2002 | 2003 | 2004 | 2005 | 2006 | 2007 | 2008 | 2009 | 2010 | 2011  | 2012 | 2013 | 2014 | 2015 | 2016 | 2017 |
| --------------- | ---- | ---- | ---- | ---- | ---- | ---- | ---- | ---- | ---- | ----- | ---- | ---- | ---- | ---- | ---- | ---- |
| Giro de Italia  | Ab.  | -    | -    | -    | -    | -    | -    | -    | -    | -     | -    | -    | -    | -    | -    | -    |
| Tour de Francia | -    | -    | -    | -    | -    | -    | -    | -    | -    | -     | -    | -    | -    | -    | -    | -    |
| Vuelta a España | -    | -    | -    | -    | -    | -    | -    | -    | -    | -     | -    | -    | -    | -    | -    | -    |
| Mundial en Ruta | 35.º | -    | -    | -    | -    | -    | -    | -    | Ab.  | 144.º | -    | -    | -    | -    | -    | -    |

-: no participa